# أمر البيع
أمر البيع، معروف اختصارًا باسم SO, هو أمر يصدره صاحب العمل التجاري للعميل، ويمكن أن يصدر أمر البيع للمنتجات و/أو الخدمات، وبالنظر إلى التباين الواسع للأعمال التجارية، فهذا يعني أنه يمكن إجراء هذه الأوامر بعدة طرق، وعمومًا فإن وسائل التنفيذ تقوم على العلاقة بين مستلم الأمر والمنتج وهي كما يلي:
- النسخة الرقمية - حيث تكون الأسعار رقمية ويتم حفظ المخزون من خلال ملف رئيسي. ويتم عمل نسخة منه عند الطلب الوقت الحقيقي وتُسلم فورًا للعملاء.
- الإنتاج والتخزين والبيع من المخزون - حيث يتم إنتاج المنتجات وتخزينها تحسبًا للطلب، وتقع غالبية المنتجات التي تقدم للمستهلكين ضمن هذه الفئة.
- الإنتاج بناءً على طلب الشراء - حيث يتم الإنتاج على أساس الطلبات التي تم استلامها، ويسود هذا النوع في الأجزاء المخصصة حيث تكون التصميمات معروفة مسبقًا.
- تكوين-الأمر|تكوين الأمر - حيث يتم تكوين أو تجميع المنتجات لتلبية متطلبات عميل فريد من نوعه، مثل أجهزة الكمبيوتر
- الهندسة بعد أمر البيع - حيث يتم تصميم المنتج بعد تلقي الأمر

أمر البيع هو وثيقة داخلية، مما يعني أن الشركة هي التي تصدرها، يجب أن يسجل أمر البيع أمر الشراء الصادر عن العميل وهو وثيقة خارجية، وبدلا من استخدام وثيقة أمر الشراء، يسمح نموذج أمر البيع الداخلي بمراقبة عملية تدقيق الحسابات الداخلية للتحقق من اكتمالها حيث يتم مراقبتها من خلال الرقم التسلسلي لأمر البيع الذي يمكن أن تستخدمه الشركة في وثائق أوامر البيع الخاصة بها، ويعتبر أمر الشراء الخاص بالعميل هو الوثيقة التي ينشأ عنها أمر البيع، وبما أن أمر البيع وثيقة داخلية يمكن بالتالي أن تتضمن العديد من أوامر الشراء الخاصة بالعميل، وفي البيئة الصناعية يمكن تحويل أمر البيع إلى أمر عمل لتوضيح أن العمل على وشك تصنيع أو إنشاءأو التصميم الهندسي للمنتجات التي يريدها العميل.

## أمر البيع الإلكتروني
لم تعد الكثير من أوامر البيع ورقية بل يتم نقلها إلكترونيًا عبر الشبكة الداخلية للشركة، ويمكن توصيل أوامر البيع هذه عبر مختلف تطبيقات الأعمال التجارية للشركة.

## أنواع الأمر العادي
- عرض أسعار
- الأمر الفوري
- عقد البيع
- الأمر بين أقسام الشركة
- أمر السحب
- أمر الخدمة
- أمر الإرجاع
- رقم المنتج
- أمر مستعجل

## إنجاز أمر العميل
تشكل الخطوات المتضمنة في إنجاز الطلبات الموجودة في أمر البيع عملية إنجاز الأمر.